# شقينة (الحيمة الخارجية)

تعديل مصدري - تعديل

شقينة هي إحدى قرى عزلة المخلاف بمديرية الحيمة الخارجية التابعة لمحافظة صنعاء، بلغ تعداد سكانها 142 نسمة حسب تعداد اليمن لعام 2004.